# 何浩若
何浩若（1899年3月16日—1971年1月27日），台灣學者，中華民國軍事將領。

## 学习经历
何浩若于1913年，考入北京清华学堂。1920年，赴美国斯坦福大学留学。1923年，转入威斯康星大学，获得哲学博士学位。而后转入诺维琪大学骑兵科，1927年毕业。

## 成为军人
何浩若自诺维琪大学毕业回国后，加入国民革命军。担任黄埔军校第4期政治教官。而后，担任了第46军参谋长、第10师第59团团长。

## 短暂的教书生涯
1928年，国民革命军北伐成功，何浩若辞去军职，担任中央大学、金陵大学的教授，庐山军官训练团政治训练研究班教务主任。

## 从政
1928年，何浩若创立中央日报，任社长。1935年，何浩若成为湖南省政府委员兼财政厅长。1937年，改任河南省政府委员兼财政厅长。中国抗日战争爆发后，任经济会议副秘书长、经济部物资局局长、国家总动员委员会副秘书长、三民主义青年团宣传处长。

## 再次从军
抗战后期，美国军人大批进入中国协同作战，国民政府军事委员会成立外事局予以协调，何浩若担任局长。1941年春，何浩若担任经济部物资局局长，因为仓库失火，受到蒋介石的严厉训斥，何浩若委婉解释，蒋聽後大发脾气，指责何“强辩”， 何一時將“强辩”听成了“枪毙”，當場下跪。何于1945年授予少将军衔，抗战胜利后担任敌伪产业管理局局长、行政院绥靖区政务委员会秘书长。后任中国驻联合国代表团顾问。

## 晚年
1959年到台湾，在国防研究院、台湾师范大学、政治大学、中国文化学院任教授。